# Harkers Island
Harkers Island est une census-designated place américaine située dans le comté de Carteret en Caroline du Nord. En 2010, sa population était de 1 207 habitants.

## Démographie
| 2000  | 2010  | - | - | - | - |
| ----- | ----- | - | - | - | - |
| 1 525 | 1 207 | - | - | - | - |

## Tourisme
- Core Sound Waterfowl Museum & Heritage Center
- Office de tourisme du National Park Service consacré au Cape Lookout National Seashore

## Source de la traduction
- (en) Cet article est partiellement ou en totalité issu de l’article de Wikipédia en anglais intitulé « Harkers Island, North Carolina » (voir la liste des auteurs).